# Solidays
Solidays est un festival de musique organisé par l’association Solidarité sida. Depuis 1999, il rassemble, sur les pelouses de l’hippodrome de Longchamp, à Paris, des artistes, conférenciers, militants et festivaliers. Des sujets concernant les droits humains, la santé sexuelle, l'environnement et l'engagement de la jeunesse y sont notamment évoqués,.
Durant les « 3 jours de musique et de solidarité » promis par les organisateurs, les bénéfices récoltés permettent de financer des programmes de prévention et d’aide aux malades du SIDA dans 21 pays,.

## Histoire
En 2000, l'association sort Solidays, l'album, un CD de 14 titres avec des reprises et des inédits interprétés par une trentaine d'artistes, ainsi qu'un CD single de deux titres reprenant Qui sait ? (auquel participent Anggun, Patrick Bruel, Stephan Eicher, Faudel, Peter Gabriel, Lââm, Lokua Kanza, Youssou N'Dour, Nourith, Axelle Red et Zucchero), et une reprise de Sympathy for the devil par Louis Bertignac et Paul Personne.
L'édition en 2013 est marquée par un « die-in » d'environ 58 000 personnes le dimanche pour demander au président français François Hollande d'augmenter les aides de la France dans la lutte contre le Sida.
En 2014, Solidays rend hommage à Nelson Mandela, qui est le visage de l’affiche accompagné du slogan « The fight must go on ». Ce choix salue l’héritage qu’il laisse à chacun dans la défense des droits humains que Solidarité Sida défend depuis plus de vingt ans. Pour la première fois depuis la création du festival, cette édition sera marquée par la visite d'un chef d'État en exercice, en la personne du président de la république François Hollande. Autres visiteurs principaux : Bill Gates, Christiane Taubira, Jack Lang, Nathalie Kosciusko-Morizet.
En 2019, l'événement lance “Treatment4all”, le nouvel appel à la mobilisation de Solidarité Sida en faveur de l’accès aux médicaments pour tous.
En 2020 l’annulation du festival est un coup dur pour Solidarité Sida qui perd 70% de ses ressources, mettant en danger la bonne conduite de ses programmes de prévention et d’aide aux malades. L’association lance alors le premier appel aux dons grand public de son histoire. Grâce au maintien de contributions de partenaires publics et privés de Solidays, au don de billets des festivaliers et aux dons spontanés, Solidarité Sida a pu maintenir l’ensemble de ses 116 programmes dans 21 pays.

## Site
La programmation de Solidays se répartit sur 9 scènes de dimensions différentes. Les scènes principales « Paris » et « Bagatelle » accueillent généralement les têtes d’affiche. Quant aux plus petites scènes couvertes sous chapiteau « Dôme », « Domino » et le « César Circus », elles sont réservées aux sensations du moment et autres étoiles montantes. Depuis 2018, la « Boom Box » a fait son apparition. Véritable dancefloor à ciel ouvert, des collectifs de DJs s’y produisent comme « Silent disco », un concept de boom silencieuse venu des Pays-Bas.
Le nombre de scènes permet une alternance continue des concerts en journée, tandis que la capacité d’accueil de la scène Paris peut accueillir 55 000 festivaliers pour les plus gros concerts.
À Solidays, les têtes d’affiche sont aussi au Social Club, espace destiné aux talks qui accueille chaque année une dizaine de conférenciers. Youtubeurs, artistes, photoreporters, réalisateurs, philosophes et activistes viennent échanger autour de grandes questions de société et d’actualité.
Le Village des Associations permet en outre de rencontrer 100 associations françaises et internationales engagées sur des thématiques diverses. Par exemple, Action Contre la Faim, Zero Waste France et Ikambere ont été présentes à l'édition 2022.

## Fréquentation
- 1999 : 80 000[25]
- 2007: 115 000
- 2008: 160 000[26]
- 2009 : 152 000[27]
- 2010 : 168 276[28]
- 2011 : 155 174[29]
- 2012 : 161 340[30]
- 2013 : 170 000[8]
- 2014 : 175 000[31]
- 2015 : 180 000[32]
- 2016 : 200 000[33]
- 2017 : 169 000[34]
- 2018 : 212 000[35]
- 2019 : 228 000[36]
- 2020: annulé (Covid-19)
- 2021: annulé (Covid-19)
- 2022: 247 000[37]
- 2023: 259 735[37]
- 2024: 260 467[38]

## Autres animations
Solidays propose diverses activités pour passer du bon temps, entre deux concerts ou conférences. Il est possible de faire des tours de manège, mais aussi de sauter à l’élastique. Le tout gratuitement.
Depuis plusieurs années, le festival organise aussi la plus grande Color Party de France.

## Galerie

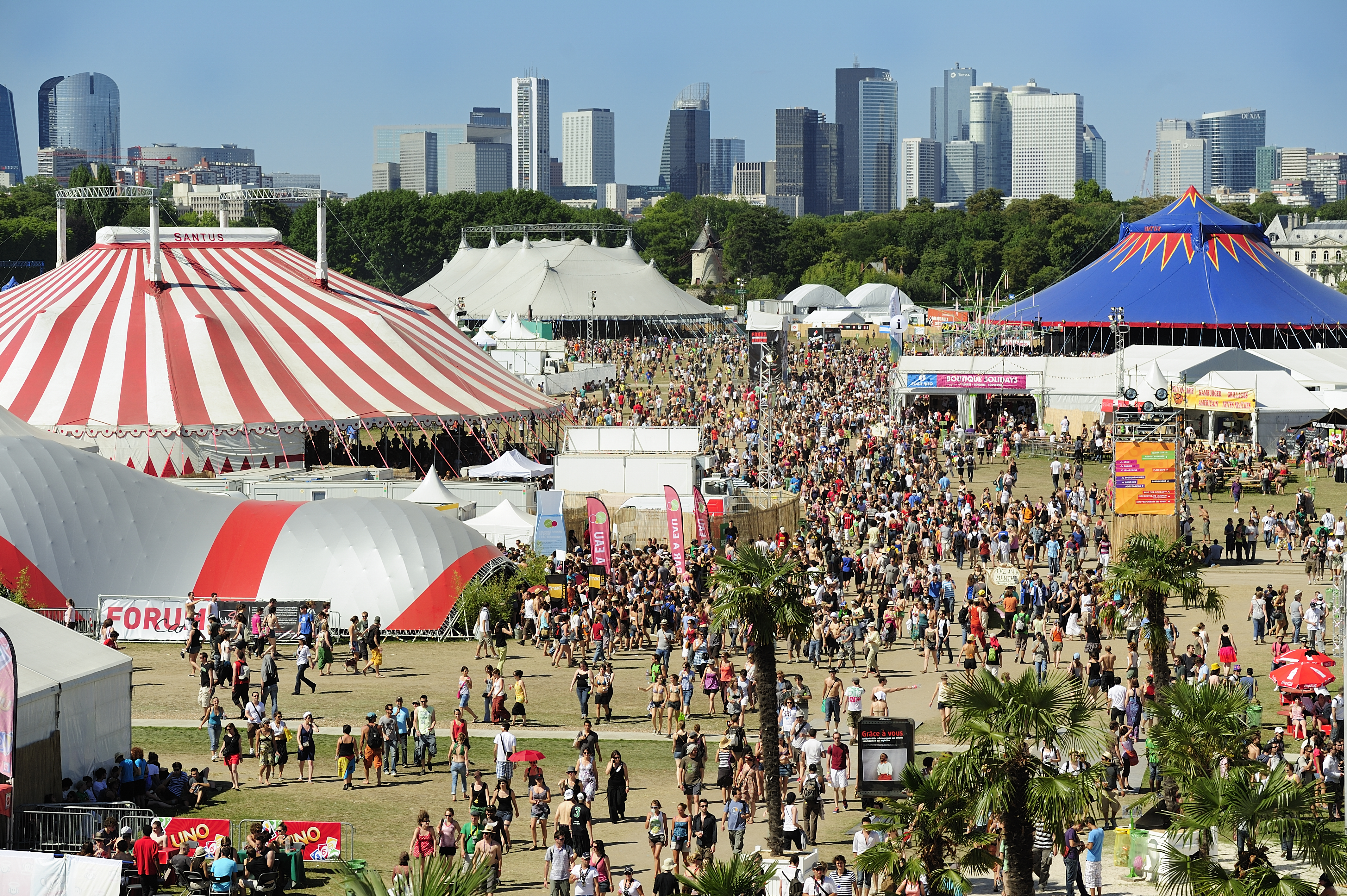
Festival Solidays, édition 2011. Vue d’une partie du site depuis les terrasses. On y voit le Forum Café (devenu Social Club), le César Circus, les scènes Dôme et Domino.
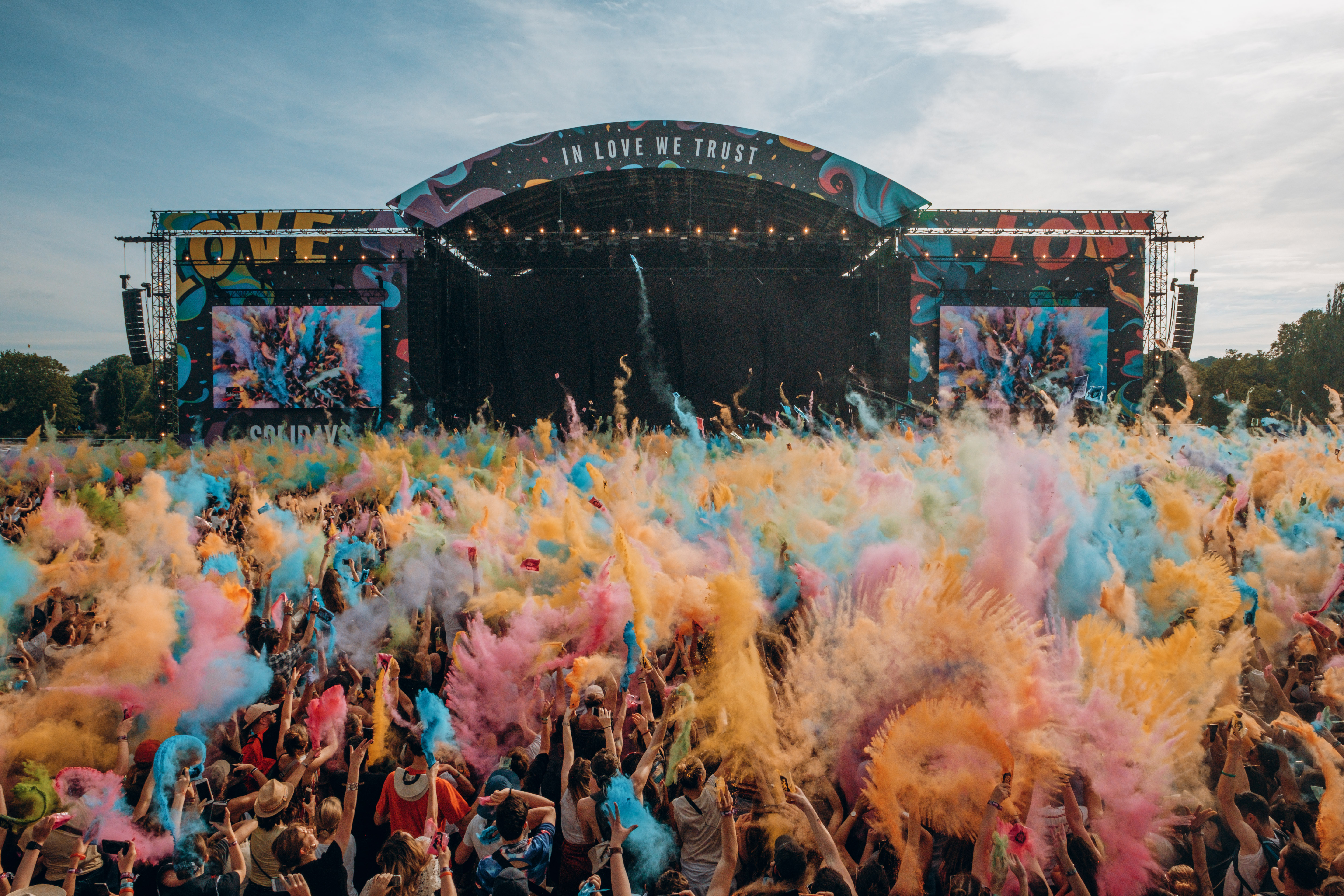
La Color Party lors de l'édition 2019.
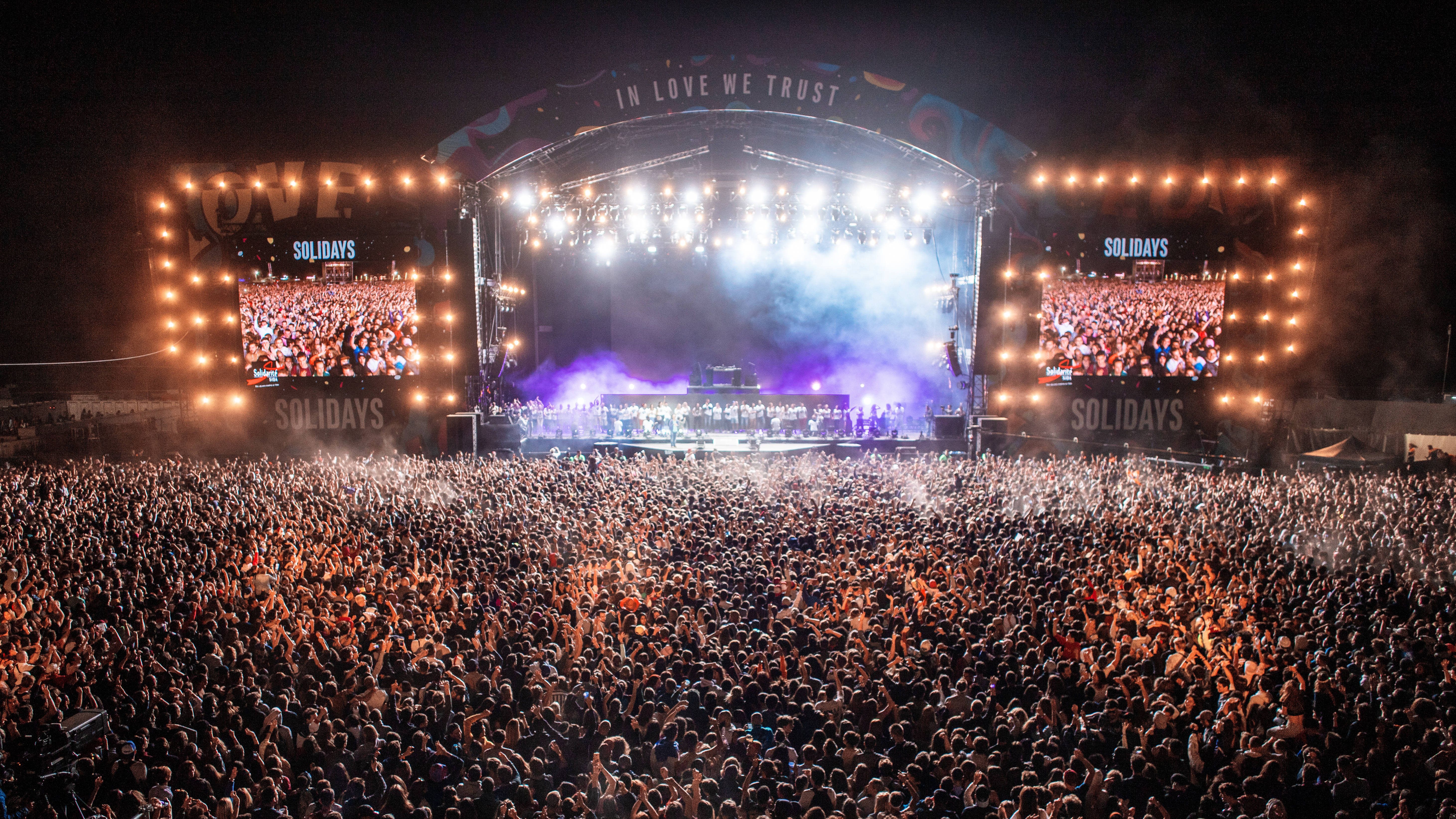
La Scène Paris en 2018.